# شبه‌جزیره کیپ یورک

شبه جزیره کیپ یورک (انگلیسی: Cape York Peninsula) یک شبه جزیره است که در شمال شرقی کشور استرالیا قرار گرفته‌است. کیپ یورک بخش شمالی ایالت کوئینزلند را تشکیل می‌دهد. این شبه جزیره از طریق تنگه تورس کشور استرالیا را به گینه نو وصل می‌کند.
این شبه‌جزیره بزرگترین منطقه دست‌نخورده حیات وحش در شمال استرالیا است. زمین بیشتر مسطح است و حدود نیمی از آن برای چرای دام‌ها استفاده می‌شود. گرم‌دشت‌های‌ جنگلی نسبتاً دست نخورده اکالیپتوس، جنگل‌های بارانی استوایی و انواع دیگر زیستگاه‌ها اکنون به دلیل اهمیت زیست‌محیطی جهانی شناخته شده و حفظ شده‌اند. اگرچه بسیاری از مناطق شبه‌جزیره بکر باقی مانده‌است، با مجموعه‌ای متنوع از گیاهان و جانوران بومی، برخی از حیات وحش آن ممکن است توسط صنعت و چرای بی‌رویه و همچنین گونه‌های معرفی‌شده و علف‌های هرز در معرض تهدید قرار گیرد.

## تاریخ
این سرزمین ده‌ها هزار سال توسط تعدادی از مردم بومی استرالیا مسکونی شده بود. در سال ۱۶۰۶، ویلم یانس‌زون، ملوان هلندی در کشتی دایفکن، اولین اروپایی بود که در استرالیا به خشکی رسید و به شبه جزیره کیپ یورک وارد شد.

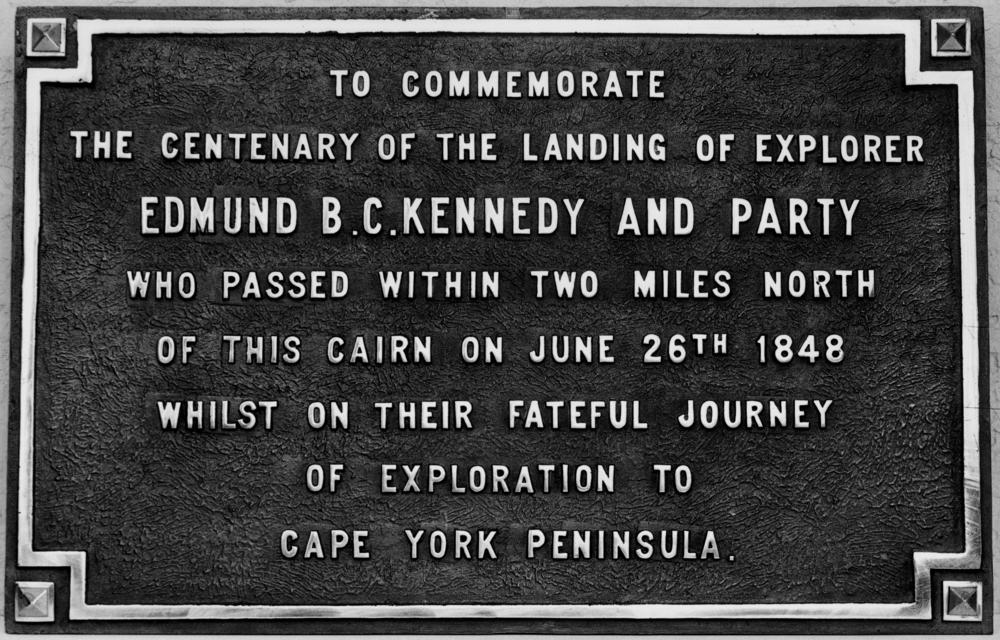
سنگ یادبود ادموند بی سی کندی، در کاردول، ۱۹۴۸ رونمایی شد. در سال ۱۸۴۸، کندی، دستیار نقشه‌بردار نیو ساوت ولز، یک سفر اکتشافی را برای کشف شبه جزیره کیپ یورک رهبری کرد.

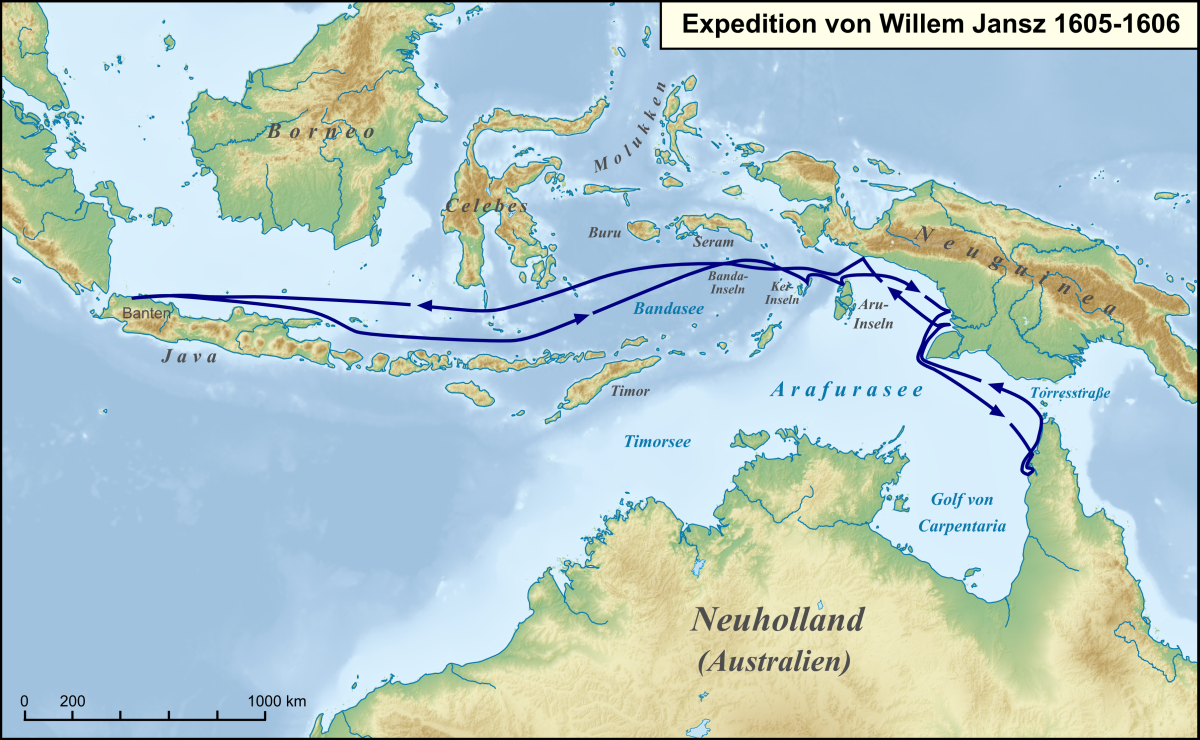
سفر ویلم یانس‌زون با کشتی دایفکن، در ۱۶۰۵–۱۶۰۶

در فوریه ۱۶۰۶، ویلم جانزون، دریانورد هلندی، در نزدیکی محل فعلی ویپا، در ساحل غربی شبه جزیره کیپ یورک به خشکی آمد. این اولین ورود ثبت شده یک اروپایی در استرالیا بود و همچنین اولین تماس گزارش شده بین مردم اروپایی و بومیان استرالیا بود.
ادموند کندی اولین کاوشگر اروپایی بود که اقدام به سفر زمینی به شبه جزیره کیپ یورک کرد. او در سال ۱۸۴۶ پس از توماس لیوینگستون میچل نفر دوم بود که با رودخانه بارکو مواجه شد. هدف او ایجاد مسیری به سمت نوک شبه جزیره بود، جایی که تجار سیدنی در حال تلاش برای توسعه بندری برای تجارت با هند شرقی بودند.
سفر اکتشافی از خلیج راکینگهام در نزدیکی شهر کنونی کاردول در مه ۱۸۴۸ حرکت کرد و معلوم شد که یکی از فاجعه‌های بزرگ اکتشافات استرالیا بوده‌است. از سیزده مردی که به راه افتادند، تنها سه نفر زنده ماندند. بقیه از تب یا گرسنگی مردند یا بومیان متخاصم آن‌ها را با نیزه زدند. کندی در دسامبر ۱۸۴۸ تقریباً در چشم‌انداز مقصدش بر اثر زخم نیزه درگذشت. تنها بازمانده ای که این سفر را کامل کرد جکی جکی، یک مرد بومی از نیو ساوت ولز بود. او یک گروه نجات را برای دو نفر دیگر که قادر به ادامه کار نبودند رهبری کرد.
سرانجام در سال ۱۸۶۴ اروپایی‌ها به نوک شبه جزیره (دماغه یورک) رسیدند، زمانی که برادران فرانسیس لاسسل (فرانک) و الکساندر ویلیام ژاردین، همراه با هشت همراه، گروهی از گاوها را از راکهمپتون به شهرک جدید سامرست (در کیپ) راندند. یورک) جایی که پدر ژاردین‌ها فرمانده بود. در طول مسیر، آنها بیشتر اسب‌های خود، بسیاری از فروشگاه‌های خود را از دست دادند و با مردم بومی جنگیدند و سرانجام در مارس ۱۸۶۵ به آنجا رسیدند.

### اولین تماس
اولین تماس شناخته شده بین مردم اروپا و بومیان در سواحل غربی شبه جزیره در سال ۱۶۰۶ رخ داد، اما اروپایی‌ها تا قرن نوزدهم که جوامع ماهیگیری، سپس ایستگاه‌ها و بعداً شهرهای معدنی تأسیس شدند، حل و فصل نشد. استقرار اروپایی‌ها منجر به جابجایی جوامع بومی و ورود جزایر تنگه تورس به سرزمین اصلی شد.

## جغرافیا و زمین‌شناسی
ساحل غربی با خلیج کارپنتاریا و ساحل شرقی با دریای مرجان هم‌مرز است. شبه جزیره از سه طرف (شمال، شرق و غرب) با آب هم‌مرز است. هیچ مرزبندی واضحی به سمت جنوب وجود ندارد، اگرچه مرز رسمی در قانون میراث شبه‌جزیره کیپ یورک ۲۰۰۷ در کوئینزلند در امتداد عرض جغرافیایی ۱۶ درجه جنوبی قرار دارد.

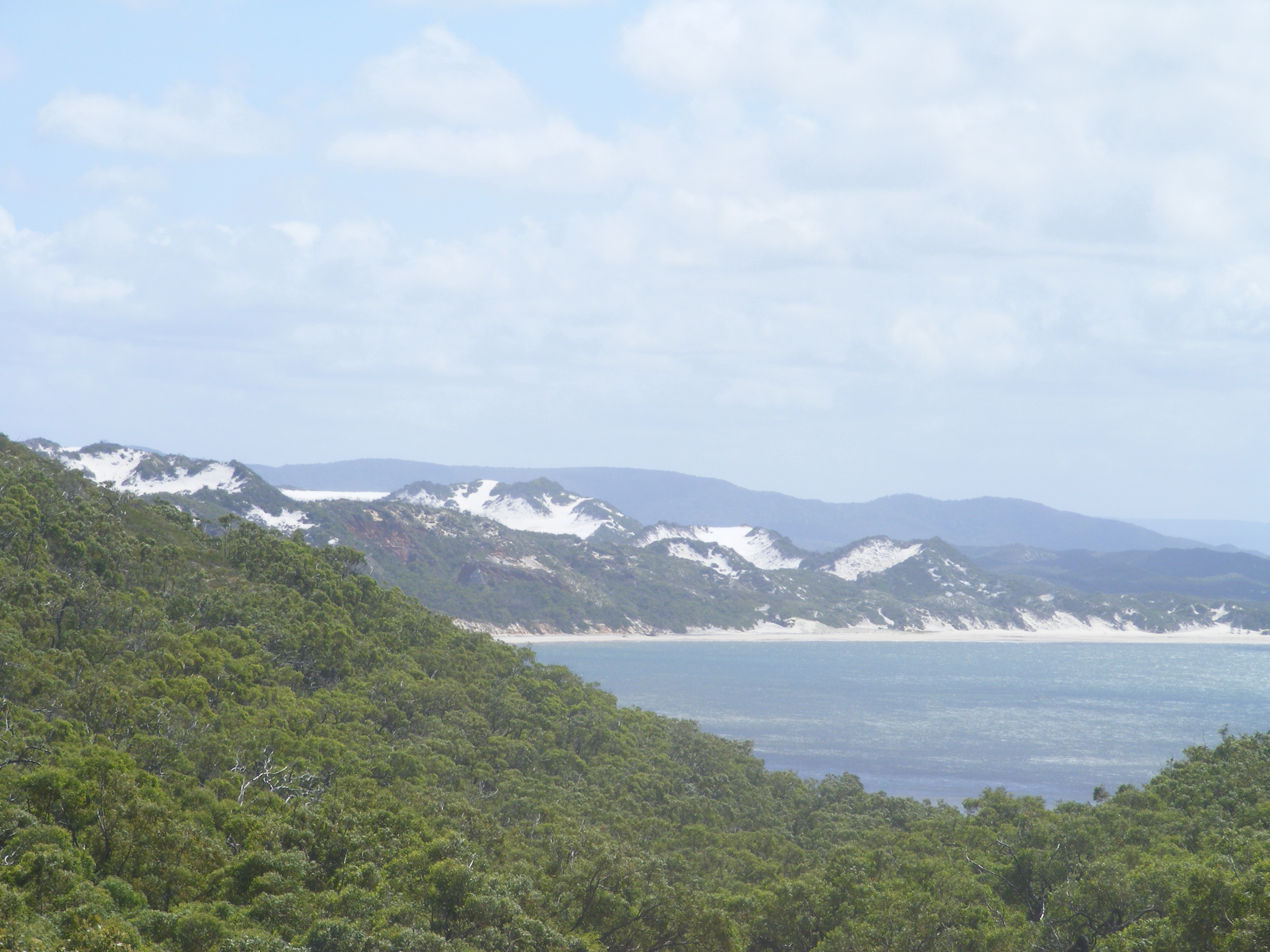
تپه‌های شنی در اطراف کیپ فلتری.

در عریض‌ترین نقطه شبه جزیره، ۴۳۰ کیلومتر (۲۶۷ مایل) از رودخانه بلومفیلد در جنوب شرقی، در مقابل ساحل غربی درست در جنوب جامعه بومی کووانیاما. حدود ۶۶۰ کیلومتر (۴۱۰ مایل) از مرز جنوبی کوک شایر، تا نوک کیپ یورک.
در نوک شبه‌جزیره کیپ یورک، شمالی‌ترین نقطه در سرزمین اصلی استرالیا قرار دارد. این نام توسط ستوان جیمز کوک در ۲۱ اوت ۱۷۷۰ به افتخار شاهزاده ادوارد، دوک یورک و آلبانی، برادر جورج سوم پادشاه بریتانیا، که سه سال قبل از آن درگذشته بود، نامگذاری شد:
مناظر گرمسیری از پایدارترین مناظر جهان هستند. این شبه‌جزیره که مدت‌ها توسط فعالیت‌های تکتونیکی مختل نشده‌است، دشتی بسیار فرسایش‌یافته و تقریباً هم‌سطح است که توسط رودخانه‌های پرپیچ‌وخم و دشت‌های سیل‌آبی وسیع تحت سلطه است، با برخی از تپه‌های بسیار کم ارتفاع تا ۸۰۰ متر (۲٬۶۰۰ فوت) ارتفاع در محدوده مک‌ایل‌ریث در سمت شرقی در اطراف کوئن.
ستون فقرات شبه جزیره کیپ یورک، خط الراس شبه جزیره، بخشی از محدوده بزرگ تقسیم استرالیا است. این رشته کوه از سنگ‌های باستانی (۱٫۵ میلیارد ساله) پرکامبرین و دیرینه‌زیستی تشکیل شده‌است. در شرق و غرب خط الراس شبه جزیره به ترتیب حوضه‌های Carpentaria و Laura قرار دارند که خود از رسوبات میانه‌زیستی باستانی تشکیل شده اند. چندین لندفرم برجسته در شبه جزیره وجود دارد: گستره وسیع تلماسه‌های دست نخورده در ساحل شرقی در اطراف خلیج شلبرن و کیپ بدفورد-کیپ فلاتری، انبوه سنگ‌های عظیم خارای سیاه در پارک ملی بلک ماونت و کیپ ملویل، و کارست‌های آهکی اطراف. پالمرستون در جنوب شبه جزیره.

### خاک
خاک‌ها حتی در مقایسه با سایر مناطق استرالیا به‌طور قابل ملاحظه‌ای نابارور هستند، تقریباً به‌طور کامل جانبی و در اغلب موارد آنقدر قدیمی و فرسوده هستند که امروزه توسعه بسیار کمی مشاهده می‌شود. به دلیل این فقر خارق‌العاده است که این منطقه به قدری نازک است: خاک‌ها آنقدر غیرقابل کار هستند و به کودها پاسخ نمی‌دهند که تلاش‌ها برای کشت محصولات تجاری معمولاً با شکست مواجه می‌شوند.

### آب و هوا
آب و هوا در شبه جزیره کیپ یورک است گرمسیری و موسمی و فصل سنگین موسمی از نوامبر تا آوریل، در طی آن زمان جنگل تقریباً غیرقابل سکونت می‌شود، و یک فصل خشک از ماه مه تا اکتبر می‌باشد. دما گرم تا گرم است و در مناطق مرتفع آب و هوای خنک‌تری دارد. میانگین دمای سالانه از ۱۸ درجه سلسیوس (۶۴ درجه فارنهایت) در ارتفاعات بالاتر تا ۲۷ درجه سلسیوس (۸۱ درجه فارنهایت) در مناطق پست در جنوب غربی خشک‌تر. دمای بالای ۴۰ درجه سلسیوس (۱۰۴ درجه فارنهایت) و کمتر از ۵ درجه سلسیوس (۴۱ درجه فارنهایت) نادر هستند.
بارندگی سالانه زیاد است و از بیش از ۲٬۰۰۰ میلیمتر (۷۹ اینچ) در محدوده آهن و شمال ویپا تا حدود ۷۰۰ میلیمتر (۲۸ اینچ) در مرز جنوبی. تقریباً تمام این باران بین نوامبر و آوریل می‌بارد و فقط در دامنه‌های شرقی رشته آهن میانگین بارندگی بین ژوئن و سپتامبر بالاتر از ۵ میلیمتر (۰٫۲ اینچ). با این حال، بین ژانویه و مارس، میانگین بارندگی ماهانه از حدود ۱۷۰ میلیمتر (۷ اینچ) در جنوب تا بیش از ۵۰۰ میلیمتر (۲۰ اینچ) در شمال و در محدوده آهن.

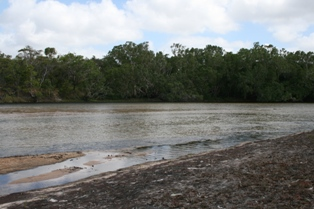
رودخانه ژاردین، در شمال شبه جزیره کیپ یورک، در پایه خود کیپ یورک.

شبه جزیره ریج شکاف زهکشی بین خلیج کارپنتاریا و دریای مرجان را تشکیل می‌دهد. در غرب، مجموعه ای از سیستم‌های رودخانه ای بزرگ و پر پیچ و خم از جمله حوضه‌های آبریز میچل، استاتن، کلمن، هولروید، آرچر، واتسون، ونلاک، دوسی و ژاردین آب‌های خود را به خلیج کارپنتاریا تخلیه می‌کنند. در طول فصل خشک، این رودخانه‌ها به یک سری چاله‌های آب و بسترهای شنی تبدیل می‌شوند. با این حال، با ورود باران‌های سیل‌آسا در فصل مرطوب، آن‌ها به شکل آبراه‌های قدرتمند متورم می‌شوند، در دشت‌های سیلابی وسیع و تالاب‌های ساحلی پخش می‌شوند و به مجموعه وسیعی از گونه‌های آب شیرین و تالاب حیات می‌بخشند.
در دامنه‌های شرقی، رودخانه‌های جکی جکی کریک، زیتون، پاسکو، لاکهارت، استوارت، جکی و اندیور کوتاه‌تر و سریع‌تر به سمت دریای مرجان می‌روند و آب شیرین و مواد مغذی مهمی را برای سالم‌ترین بخش سد بزرگ مرجانی فراهم می‌کنند. این رودهای وحشی و دست‌نخورده در مسیرشان با جنگل‌های بارانی انبوه، تپه‌های شنی یا جنگل‌های حرا پوشیده شده‌اند.

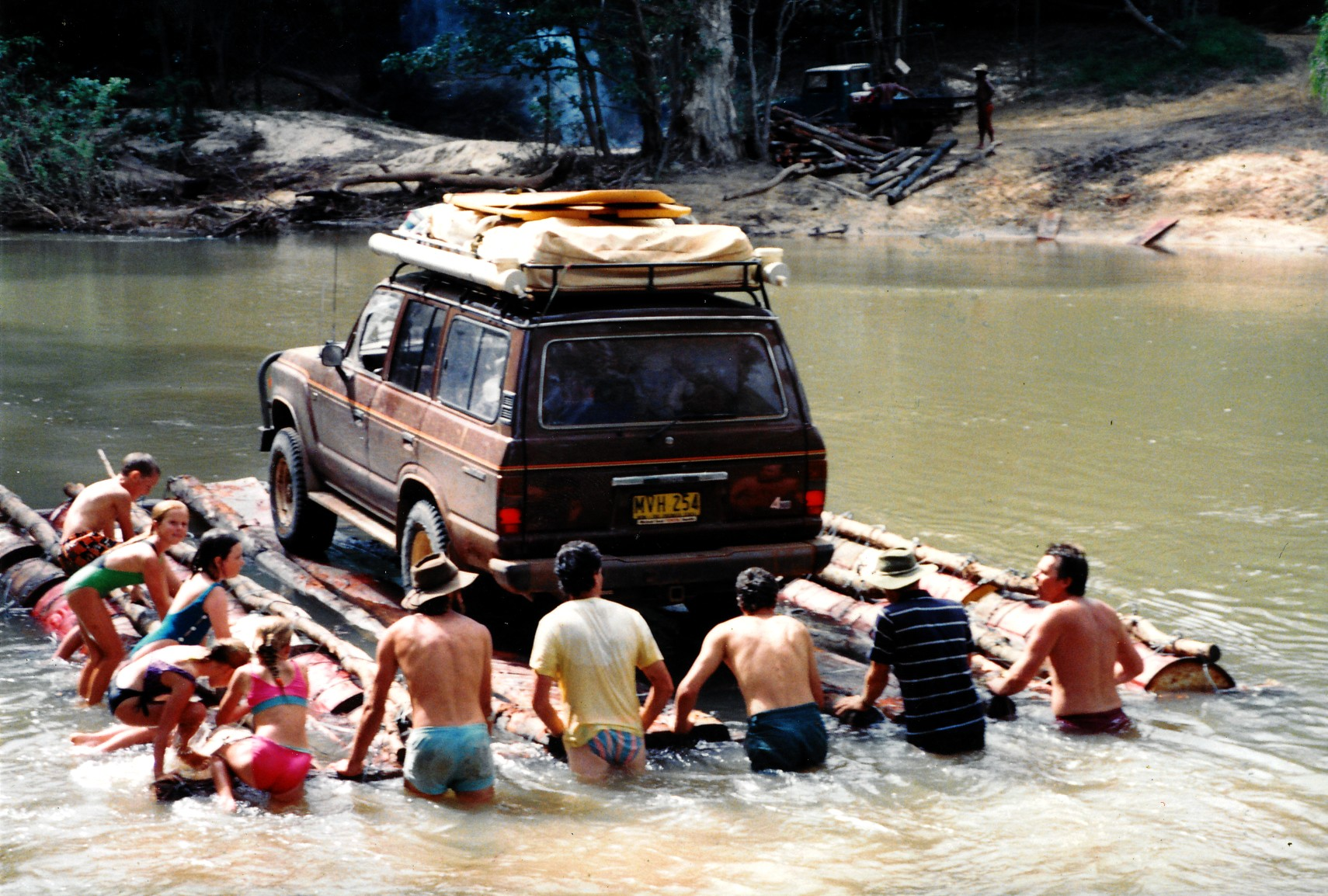
گردشگرانی که از رودخانه Wenlock در فصل مرطوب عبور می‌کنند

دشت‌های سیلابی حوضه لورا، که در پارک‌های ملی لیکفیلد و رودخانه جک محافظت می‌شوند، توسط رودخانه‌های مورهد، هان، کندی شمالی، لورا، جک و نورمانبی عبور می‌کنند.
حوضه‌های آبریز رودخانه شبه جزیره به دلیل یکپارچگی هیدرولوژیکی استثنایی خود مورد توجه قرار گرفته‌اند. با اختلال اندک در جریان آب و پوشش گیاهی در کل حوضه، شبه جزیره کیپ یورک به عنوان یکی از معدود مکان‌هایی شناخته شده‌است که چرخه‌های آب گرمسیری اساساً دست نخورده باقی می‌مانند. شبه جزیره کیپ یورک به اندازه یک چهارم رواناب سطحی استرالیا را تشکیل می‌دهد. در واقع، تنها با حدود ۲٫۷ درصد از مساحت استرالیا، رواناب بیشتری نسبت به کل استرالیا در جنوب مدار رأس‌الجدی تولید می‌کند. رودخانه‌های شبه‌جزیره با بهره‌گیری از بارش‌های شدید استوایی، برای پر کردن حوضه بزرگ آرتزین استرالیا مرکزی نیز از اهمیت ویژه‌ای برخوردار هستند. دولت کوئینزلند در حال حاضر آماده است تا از ۱۳ رودخانه وحشی شبه جزیره کیپ یورک تحت قانون رودخانه‌های وحشی ۲۰۰۵ محافظت کند.